# Šaca
Šaca  est un des quartiers de la ville slovaque de Košice.

## Histoire
La première mention écrite du village date de 1275.
La localité fut annexée par la Hongrie après le premier arbitrage de Vienne le 2 novembre 1938. En 1938, on comptait six-cent-soixante-six habitants. Elle faisait partie du district de Košice, en hongrois Kassai járás. Durant la période 1938 -1945, le nom hongrois Saca était d'usage. À la libération, la commune a été réintégrée dans la Tchécoslovaquie reconstituée.
Le village fut rattaché à la ville de Košice en 1968.

## Territoires cadastraux
Le quartier de Šaca est divisé en deux territoires cadastraux : Šaca et Železiarne.